# Australian Open 1995
De 83e editie van het Australische grandslamtoernooi, het Australian Open 1995, werd gehouden tussen 16 en 29 januari 1995. Voor de vrouwen was het de 69e editie. Het werd in het Flinders Park te Melbourne gespeeld.
Het toernooi van 1995 trok 311.678 toeschouwers.

## Belangrijkste uitslagen
Mannenenkelspel

Finale: Andre Agassi (VS) won van Pete Sampras (VS) met 4-6, 6-1, 7-6, 6-4 
Vrouwenenkelspel

Finale: Mary Pierce (Frankrijk) won van Arantxa Sánchez Vicario (Spanje) met 6-3, 6-2
Mannendubbelspel

Finale: Jared Palmer (VS) en Richey Reneberg (VS) wonnen van Mark Knowles (Bahama's) en Daniel Nestor (Canada) met 6-3, 3-6, 6-3, 6-2
Vrouwendubbelspel

Finale: Jana Novotná (Tsjechië) en Arantxa Sánchez Vicario (Spanje) wonnen van Gigi Fernández (VS) en Natallja Zverava (Wit-Rusland) met 6-3, 6-7, 6-4
Gemengd dubbelspel

Finale: Natallja Zverava (Wit-Rusland) en Rick Leach (VS) wonnen van Gigi Fernández (VS) en Cyril Suk (Tsjechië) met 7-6, 6-7, 6-4
Meisjesenkelspel

Finale: Siobhan Drake-Brockman (Australië) won van Annabel Ellwood (Australië) met 6-3, 4-6, 7-5
Meisjesdubbelspel

Finale: Corina Morariu (VS) en Ludmila Varmužová (Tsjechië) wonnen van Saori Obata (Japan) en Nami Urabe (Japan) met 6-1, 6-2
Jongensenkelspel

Finale: Nicolas Kiefer (Duitsland) won van Lee Jong-min (Zuid-Korea) met 6-4, 6-4
Jongensdubbelspel

Finale: Luke Bourgeois (Australië) en Lee Jong-min (Zuid-Korea) wonnen van Nicolas Kiefer (Duitsland) en Ulrich Jasper Seetzen (Duitsland) met 6-2, 6-1

## Uitzendrechten
Het Australian Open was in Nederland en België te zien op Eurosport.
1905 · 1906 · 1907 · 1908 · 1909 · 1910 · 1911 · 1912 · 1913 · 1914 · 1915 · 1916–1918 · 1919 · 1920 · 1921 · 1922 · 1923 · 1924 · 1925 · 1926 · 1927 · 1928 · 1929 · 1930 · 1931 · 1932 · 1933 · 1934 · 1935 · 1936 · 1937 · 1938 · 1939 · 1940 · 1941–1945 · 1946 · 1947 · 1948 · 1949 · 1950 · 1951 · 1952 · 1953 · 1954 · 1955 · 1956 · 1957 · 1958 · 1959 · 1960 · 1961 · 1962 · 1963 · 1964 · 1965 · 1966 · 1967 · 1968
↓ open tijdperk ↓
1969 (m-v-md-vd-gd) · 1970 (m-v-md-vd) · 1971 (m-v-md-vd) · 1972 (m-v-md-vd) · 1973 (m-v-md-vd) · 1974 (m-v-md-vd) · 1975 (m-v-md-vd) · 1976 (m-v-md-vd) · jan 1977 (m-v-md-vd) · dec 1977 (m-v-md-vd) · 1978 (m-v-md-vd) · 1979 (m-v-md-vd) · 1980 (m-v-md-vd) · 1981 (m-v-md-vd) · 1982 (m-v-md-vd) · 1983 (m-v-md-vd) · 1984 (m-v-md-vd) · 1985 (m-v-md-vd) · 1986 · 1987 (m-v-md-vd-gd) · 1988 (m-v-md-vd-gd) · 1989 (m-v-md-vd-gd) · 1990 (m-v-md-vd-gd) · 1991 (m-v-md-vd-gd) · 1992 (m-v-md-vd-gd) · 1993 (m-v-md-vd-gd) · 1994 (m-v-md-vd-gd) · 1995 (m-v-md-vd-gd) · 1996 (m-v-md-vd-gd) · 1997 (m-v-md-vd-gd) · 1998 (m-v-md-vd-gd) · 1999 (m-v-md-vd-gd) · 2000 (m-v-md-vd-gd) · 2001 (m-v-md-vd-gd) · 2002 (m-v-md-vd-gd) · 2003 (m-v-md-vd-gd) · 2004 (m-v-md-vd-gd) · 2005 (m-v-md-vd-gd) · 2006 (m-v-md-vd-gd) · 2007 (m-v-md-vd-gd) · 2008 (m-v-md-vd-gd) · 2009 (m-v-md-vd-gd) · 2010 (m-v-md-vd-gd) · 2011 (m-v-md-vd-gd) · 2012 (m-v-md-vd-gd) · 2013 (m-v-md-vd-gd) · 2014 (m-v-md-vd-gd) · 2015 (m-v-md-vd-gd) · 2016 (m-v-md-vd-gd) · 2017 (m-v-md-vd-gd) · 2018 (m-v-md-vd-gd) · 2019 (m-v-md-vd-gd)  · 2020 (m-v-md-vd-gd) · 2021 (m-v-md-vd-gd) · 2022 (m-v-md-vd-gd) · 2023 (m-v-md-vd-gd) · 2024 (m-v-md-vd-gd) · 2025 (m-v-md-vd-gd)
Lijst van Australian Openwinnaars